# Historiographie anglo-saxonne
L'historiographie anglo-saxonne se rapporte à la perception de l'Histoire par les historiens du monde anglo-saxon.

## L'Angleterre médiévale

### Anglo-Saxons
Les premières sources permettant de retracer l'Histoire de la fondation de l'Angleterre sont des chroniques mêlant historiographie et hagiographie des vainqueurs de l'unification de l'Heptarchie.
Parmi eux :
- Bède le vénérable : Histoire ecclésiastique du peuple anglais > Chronique anglo-saxonne
- Matthew Paris : Chronica Majora

### Celtes bretons
Cette historiographie des vainqueurs donne le pendant au cycle légendaire celtique de la Matière de Bretagne, qui relève plus du domaine d'une mythographie du récit national britannique, dont les principaux contributeurs sont :
- Geoffroy de Monmouth : Historia regum Britanniae
- Saint Gildas : De Excidio Britanniae
- Nennius : Historia Brittonum